# Troféu Internacional Feira de Hidalgo de 1981
O Troféu Internacional Feira de Hidalgo de 1981, foi uma competição disputada na cidade de Pachuca, capital do estado de Hidalgo, no México. Foi disputada por quatro equipes em sistema por pontos corridos, onde todos jogam contra todos e foi vencida pela equipe do Corinthians.

## Participantes
- CF América
- SC Corinthians Paulista
- Cruz Azul FC
- CA Independiente

## Jogos
| 17 de novembro de 1981 | América                                                      | 4 – 1 | Cruz Azul          | Estadio Revolución Mexicana Público: Árbitro: |
|                        | Roberto Cino 10 64' · Gerardo Lugo 19' · Humberto Romero 81' |       | Norberto Outes 45' |                                               |

| 18 de novembro de 1981 | Corinthians             | 2 – 1 | Independiente | Estadio Revolución Mexicana Público: Árbitro: Fermín Ramirez |
|                        | Sócrates 1' · Zenon 24' |       | Alzamende 28' |                                                              |

| 19 de novembro de 1981 | Cruz Azul                         | 2 – 2 | Independiente                        | Estadio Revolución Mexicana Público: Árbitro: |
|                        | Mario Díaz 26' · Roberto Cino 60' |       | Calderón 32' · Daniel Brailowsky 85' |                                               |

| 20 de novembro de 1981 | Corinthians               | 2 – 0 | América | Estadio Revolución Mexicana Público: Árbitro: Julian Cícero |
|                        | Wágner 26' · Sócrates 60' |       |         |                                                             |

| - | Cruz Azul | Não disputado | Corinthians | Estadio Revolución Mexicana Público: Árbitro: |
|   |           |               |             |                                               |

| - | Independiente | Não disputado | América | Estadio Revolución Mexicana Público: Árbitro: |
|   |               |               |         |                                               |

## Classificação final
| Time             | Pts | J | V | E | D | GP | GC | SG |
| ---------------- | --- | - | - | - | - | -- | -- | -- |
| Corinthians      | 4   | 2 | 2 | 0 | 0 | 4  | 1  | 3  |
| CF América       | 2   | 2 | 1 | 0 | 1 | 4  | 3  | 1  |
| CA Independiente | 1   | 2 | 0 | 1 | 1 | 3  | 4  | -1 |
| Cruz Azul FC     | 1   | 2 | 0 | 1 | 1 | 3  | 6  | -3 |

## Curiosidades
- A partida entre Corinthians e Independiente, foi encerrada aos 39 minutos do segundo tempo, devido ao  uma briga generalizada entre os jogadores das duas equipes.[3]
- Devido ao empate ocorrido na partida entre Cruz Azul e Independiente e vitória do Corinthians sobre o América, a última rodada não foi disputada, já que o clube brasileiro garantiu o título com essa vitória
- A conquista rendeu ao Corinthians um prêmio de US$ 20 mil, recebido pelo então vice-presidente Orlando Monteiro Alves.